# Curiero
Curiero este o fostă companie de curierat rapid din România. Din octombrie 2007, Curiero este prezentă și în Ungaria, printr-un parteneriat cu firma Sprinter, al patrulea operator ungar. În iunie 2008, Curiero a fuzionat cu firma de curierat TCE Logistică, parte a grupului RTC Holding, formând compania TCE Curiero.
Cifra de afaceri în 2007: 15 milioane euro